# ازوار (کاشان)
ازوار (Ozvar) روستایی از توابع بخش برزک شهرستان کاشان در استان اصفهان ایران است.

## زبان
بر پایه ایران اطلس عمده مردم روستا به زبان راجی از زبان های ایران مرکزی سخن می گویند.

## جمعیت
این روستا در ۵۰ کیلومتری غرب کاشان واقع و مرکزدهستان گلاب است و براساس  سرشماری عمومی نفوس و مسکن (۱۳۹۵)، جمعیت آن ۱۵۵۳ نفر (۴۸۸خانوار) بوده‌است.